# Lagarde (Moselle)
Lagarde je francouzská obec v departementu Moselle v regionu Grand Est. V roce 2013 zde žilo 176 obyvatel.

## Geografie
Obec leží u hranic departementu Moselle s departementem Meurthe-et-Moselle. Sousední obce jsou: Bourdonnay, Emberménil (Meurthe-et-Moselle), Maizières-lès-Vic, Moncourt, Moussey, Ommeray, Remoncourt (Meurthe-et-Moselle), Vaucourt (Meurthe-et-Moselle), Xousse (Meurthe-et-Moselle) a Xures (Meurthe-et-Moselle). Přes obec prochází vodní kanál Marna-Rýn.

## Vývoj počtu obyvatel
Počet obyvatel